# Oparzelisko
Oparzelisko – część torfowiska wysokiego, niezamarzająca w czasie mrozów wskutek wydzielania się ciepła związanego z zachodzącymi procesami rozkładu materiału organicznego. Efektem tego są unoszące się nad oparzeliskiem opary.